# Aură (parapsihologie)

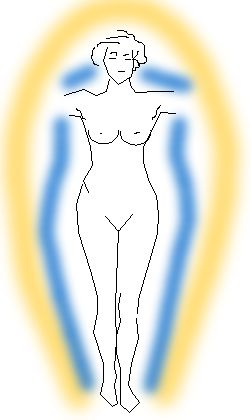
Reprezentarea unei aure umane, după o diagramă de Walter John Kilner (1847-1920).

O aură sau un câmp energetic uman este, potrivit credințelor New Age, o radiație energetică colorată emanată de un corp uman sau de orice animal sau de un obiect. În unele materiale ezoterice, aura este descrisă ca un corp energetic. Parapsihologii și practicanții medicinei holistice pretind adesea că au capacitatea de a vedea dimensiunea, culoarea și tipul de vibrații ale unei aure.
În medicina alternativă New Age, aura umană este văzută ca o anatomie ascunsă care afectează starea de sănătate a unui pacient și cuprinde adesea centre de forță vitală numită chakra. Astfel de afirmații nu sunt susținute de dovezi științifice și sunt considerate pseudoștiință. Atunci când s-au efectuat experimente controlate, nu s-a demonstrat existența capacității de a vedea aura.

## Etimologie
În latină și greaca veche, aura înseamnă vânt, boare sau respirație. Acest termen a fost folosit în engleza medie cu sensul de „adiere”. Până la sfârșitul secolului al XIX-lea, termenul a fost folosit în unele cercuri spiritiste pentru a descrie o emanație subtilă presupusă a se afla în jurul corpului.

## Istorie

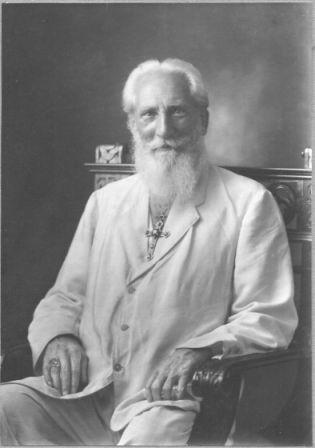
Charles Webster Leadbeater este considerat a fi cel care a dezvoltat și popularizat conceptul de aură.

Conceptul de aură a fost popularizat mai întâi de Charles Webster Leadbeater, un fost preot al Bisericii Anglicane și membru al Societății Teozofice. Leadbeater a studiat teosofia în India și a crezut că are capacitatea de a-și folosi puterile de clarviziune pentru a face investigații științifice. El a susținut că majoritatea bărbaților vin de pe Marte, dar bărbații cu mintea cea mai înaintată vin de pe Lună și că atomii de hidrogen sunt formați din șase corpuri conținute într-o formă de ou. În cartea sa Man Visible and Invisible publicată în 1903, Leadbeater a ilustrat aura unui om în diferite etape ale evoluției sale morale, de la „sălbatic” la sfânt. În 1910 Leadbeater a introdus conceptul modern de aură prin încorporarea noțiunii tantrice de chakră în cartea sa The Inner Life. Dar Leadbeater nu a prezentat pur și simplu credințele tantrice către populația occidentală, el le-a reconstruit și le-a reinterpretat prin amestecarea lor cu propriile idei, fără a cunoaște sursele acestor inovații. Unele dintre inovațiile lui Leadbeater descriu chakrele ca vortexuri de energie și le asociază pe fiecare dintre ele cu o glandă, un organ sau alte părți ale corpului.
În următorii ani, ideile lui Leadbeater cu privire la aură și chakre au fost adoptate și reinterpretate de către alți teosofi, cum ar fi Rudolf Steiner și Edgar Cayce, dar anatomia ocultă a rămas de interes minor în cadrul contraculturii ezoterice până în 1980, când a fost revitalizată de mișcarea New Age.

## Explicație științifică
Studiile efectuate în condiții de laborator au demonstrat că aura este cel mai bine explicată ca o iluzie vizuală cunoscută ca o imagine consecutivă. Neurologii susțin că oamenii pot percepe aurele din cauza unor efecte produse în creier: epilepsie, migrene sau influența drogurilor psihedelice, cum ar fi LSD.
Psihologul Andrew Neher a scris că „nu există dovezi care să susțină ideea că aurele sunt, în orice fel, de origine transcendentală”.
Alte cauze pot include tulburări ale sistemului vizual care provoacă efecte optice. Oboseala ochiului poate produce, de asemenea, o aură, menționată uneori ca arsură a ochilor.